# Johann Elert Bode

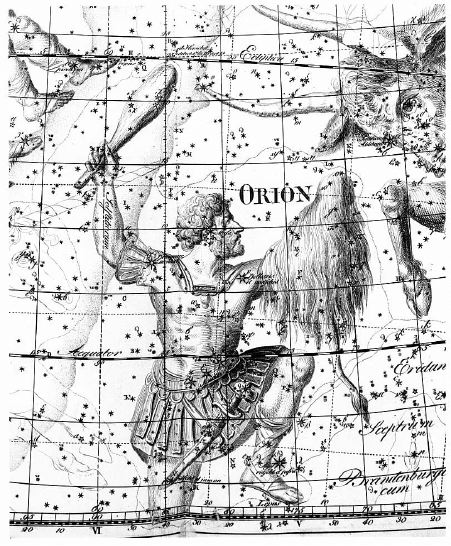
Az Uranographia egy oldala az Orion csillagképpel.

Johann Elert Bode (1747. január 19.  – 1826. november 23.)  német csillagász a róla elnevezett Titius–Bode-szabály hirdetője.  Bode meghatározta az Uránusz pályáját és ő javasolta az Uránusz elnevezést is.

## Élete
Bode  Hamburgban született.  Fiatalkori szembetegsége élete végéig elkísérte. Első publikációját az 1766-os napfogyatkozásról írta. Berlinben 1774-ben megalapította a később közismertté vált Astronomisches Jahrbuch-ot. 1786-ban lett a Berlini Obszervatórium igazgatója. 1825-ig, nyugdíjba vonulásáig töltötte be ezt a tisztséget.
1789-ben a Royal Society tagjává választotta.

## Válogatott munkák
- 1768  Anleitung zur Kentniss des Gestirnten Himmels (Leghíresebb műve. Ebben tette közzé a róla és Titiusról elnevezett Titius–Bode-szabályt.)
- 1774-1957 Berliner Astronomisches Jahrbuch für 1776-1959 (A Berlin Obszervatórium évkönyvei.)
- 1776  Erläuterung der Sternkunde, könyv a csillagképekről és a csillagképekkel kapcsolatos mondákról.
- 1801 Uranographia sive Astrorum Descriptio, Bode híres csillagatlasza.

Allgemeine Beschreibung und Nachweisung der Gestirne Csillagkatalógus 17 240 csillaggal.